# Tommy Sheppard (homme politique)
Pour les articles homonymes, voir Sheppard.
Tommy Sheppard, né le 6 mars 1959 à Coleraine (Irlande du Nord), est un homme politique britannique, membre du Parti national écossais (SNP) et député à la Chambre des communes du Royaume-Uni de la circonscription d'Édimbourg-Est de 2015 à 2024.
Militant républicain, il est anciennement porte-parole du SNP pour le Bureau du Cabinet. Il est également connu pour avoir fondé les Stand Comedy Clubs à Édimbourg et à Glasgow.

## Jeunesse et éducation
Sheppard est né à Coleraine, comté de Londonderry, en Irlande du Nord, en 1959 et déménage à Portstewart à l'âge de sept ans. Il fait ses études à la Coleraine Academical Institution avant de fréquenter l'Université d'Aberdeen pour étudier la médecine . Il obtient un diplôme en politique et en sociologie en 1982. La même année, il est élu vice-président du NUS et s'installe à Londres .

## Carrière politique
Il quitte le NUS en 1984 pour travailler dans l'East End de Londres et en 1986, il est élu membre travailliste du Hackney London Borough Council. En 1990, il est chef adjoint du Conseil . Sheppard se présente sans succès à Bury St Edmunds aux élections générales de 1992 au Royaume-Uni pour le Parti travailliste, avec 14 767 voix et 23,6% des voix. Il retourne en Écosse et s'installe à Édimbourg, prenant un poste au Conseil de district. En 1994, il est nommé secrétaire général adjoint du Parti travailliste écossais sous John Smith. En 1997, il est débarqué en raison de désaccords politiques internes. Il cesse de renouveler son adhésion au Parti travailliste en 2003, déclarant: «J'ai rejoint le Parti travailliste en 1979, juste avant mon 21e anniversaire. Maintenant, 25 ans plus tard, j'ai enfin réussi à annuler le prélèvement automatique. Je ne peux plus me résoudre à voter travailliste. Mon point de vue a à peine changé, mais clairement le Parti travailliste a changé. Je ne peux plus croire que le Parti travailliste est susceptible de changer beaucoup le monde, ou du moins pas dans une direction que je voudrais ".
En 2012, il est l'organisateur de la campagne à Edimbourg Sud pour Yes Scotland, mais n'a rejoint le SNP qu'en 2014 après le référendum sur l'indépendance de l'Écosse en 2014. Il est choisi comme candidat pour la circonscription d'Edimbourg Est  et obtient 23 188 voix et 49,2% des suffrages, avec une majorité de 9 106 voix et battant la députée travailliste sortante Sheila Gilmore. En octobre 2015, il est élu au Comité exécutif national du SNP. En mars 2016, la commission parlementaire des normes annonce que M. Sheppard fait l'objet d'une enquête pour revenus non déclarés. Il est réprimandé dans la presse par le président Lord Bew, qui demande que des réformes soient apportées au processus de contrôle des revenus des députés.
Sheppard est un républicain convaincu, et lors du Mariage du prince William et de Catherine Middleton, son attitude suscite quelques critiques . Sheppard est athée et humaniste et est élu vice-président du groupe humaniste parlementaire multipartite en 2017 .
Il conserve son siège à Édimbourg-Est lors des élections générales au Royaume-Uni de 2017, mais avec une majorité légèrement réduite . Au cours de la campagne, il exhorte les Verts écossais à se retirer dans les sièges marginaux où le vote indépendantiste pourrait être divisé .
À la suite des élections de 2017, qu'il qualifie de "réveil majeur" pour le SNP, Sheppard encourage le Premier ministre Nicola Sturgeon à abandonner les projets d'un deuxième référendum sur l'indépendance écossaise avant le Brexit. Il suggère que la cause de l'indépendance de l'Écosse serait mieux servie si Sturgeon offrait à l'Écosse un vote sur une future relation avec l'Union européenne après le Brexit et seulement une fois que l'Écosse serait devenue indépendante . En novembre 2017, il affirme que l'Écosse a toujours un mandat pour un deuxième référendum sur l'indépendance et que les conservateurs ont tort de penser que la perte de sièges du SNP lors des élections générales anticipées a retardé le calendrier d'un deuxième vote .
Il exprime son admiration pour le réformateur et radical écossais du 18e siècle Thomas Muir, liant la politique et la vie de Muir au mouvement indépendantiste écossais moderne .
En 2018, il est largement considéré comme l'un des prétendants possibles à l'élection à la direction des députés du Parti national écossais de 2018, après s'être présenté à la précédente élection à la direction des députés de 2016, mais il ne se présente pas .
Sheppard est cofondateur et ancien directeur et promoteur des Stand Comedy Clubs à Édimbourg, Glasgow et Newcastle .

## Vie privée
En 2016, il déclare à John Pienaar sur BBC Radio 5 Live qu'il a pris des amphétamines et du cannabis quand il était plus jeune .
Il est associé honoraire de la National Secular Society .